# 中津川市立川上小学校
中津川市立川上小学校（なかつがわしりつ かわうえしょうがっこう）とは、岐阜県中津川市にある公立小学校。

## 就学区域
- 川上[1]

## 沿革
- 1873年（明治6年） - 民家を仮校舎とし、明道義校が開校。
- 1875年（明治8年） - 村内の寺院（浄光寺[注釈 1]）に移転。明道舎に改称する。
- 1876年（明治9年） - 校舎を新築し移転。明道学校に改称する。
- 1887年（明治20年） - 川上簡易科小学校に改称する。
- 1889年（明治22年）7月1日 - 坂下村、上野村、川上村が合併し、坂下村が発足。川上簡易科小学校は坂下村立の学校となる。
- 1890年（明治23年） - 川上尋常小学校に改称する。
- 1905年（明治38年）7月1日 - 坂下村より分立し、川上村が発足。川上尋常小学校は川上村立の学校となる。
- 1909年（明治42年） - 現在地に新築移転。
- 1915年（大正4年） - 川上尋常高等小学校に改称する。
- 1921年（大正10年） - 岐阜県で最初の給食が始まる[2][注釈 2]。
- 1941年（昭和16年） - 川上国民学校に改称する。
- 1947年（昭和22年） - 川上村立川上小学校に改称する。川上村立川上中学校との併設校。
- 1966年（昭和41年） - 現在の校舎（鉄筋コンクリート造3階建）が完成する。
- 1979年（昭和54年） - 川上中学校[注釈 3]が分離し、併設が解消される。
- 2005年（平成17年）2月13日 - 中津川市が恵那郡坂下町、川上村、加子母村、付知町、福岡町、蛭川村、ならびに長野県木曽郡山口村を編入。同時に中津川市立川上小学校に改称する。